# 다시 그리는 시간
"다시 그리는 시간"(时空中的绘旅人, For All Time)은 중화인민공화국의 모바일 게임 제작 회사인 넷이즈에서 개발한 수집형 RPG 연애 시뮬레이션 게임이다.
평행세계를 기초로 한 연애 시뮬레이션 게임으로, 플레이어는 시공간을 넘나드는 능력을 가지고서 서로 다른 이세계를 왕래하며 세계를 구하고, 그 여정 속에서 플레이어와 얽히게 되는 남주인공들과의 로맨스를 그리는 ‘러브 스토리’를 담고 있다.
주인공 (플레이어)은 대학에 입학한 미대생으로, 현실 세계의 따뜻한 캠퍼스의 일상을 보여주면서도 본의 아니게 다른 이세계의 종말 위기에 휘말리는 역할을 갖게 된다.

## 등장인물

### 주연
- 주인공 (사용자 정의)
- 아인 (艾因/Ayn)
  - 성우 -  장지에 / KENN / 심규혁
- 알카이드 (路辰/Alkaid)
  - 성우 - 자오루 / 타치바나 신노스케 / 김명준
- 로샤 (罗夏/Rorschach)
  - 성우 - 허레이 / 스와베 준이치 / 신용우
- 카이로스 (司岚/Clarence)
  - 성우 - 셰톈톈 / 토리우미 코스케 / 이승행
- 예신 (叶瑄/Emerald)
  - 성우 - 장광타오 /  히라카와 다이스케 / 민승우

### 조연

#### 현실 세계
- 정재한
  - 성우 - 강성우
- 루카스
  - 성우 - 박성영
- 엘리샤
  - 성우 - 김예림
- 조나단
- 주인공 엄마
- 주인공 아빠
  - 성우 - 김명준

#### 에르세르 대륙
- 알로라
  - 성우 - 이새아
- 호레스
  - 성우 - 박요한
- 한멜
  - 성우 - 강성우
- 셜린
  - 성우 - 이다은
- 수잔나 
  - 성우 - 이새벽
- 잭
  - 성우 - 박성영

#### 에덴 세계
- 에린
  - 성우 - 이다은
- 루카스
  - 성우 - 박성영
- 페이
  - 성우 - ?
- 기계음
  - 성우 - ?
- 엘리샤
  - 성우 - 김예림
- 어린 알카이드
  - 성우 - 이새벽
- 어린 로샤
  - 성우 - 신용우
- 별의 제독
  - 성우 - 김명준

## 음악

### 공개 베타 프로모션 곡
- 공개일 : 2020년 10월 23일

| #  | 제목                                            | 작사·작곡        | 편곡  | 재생 시간 |
| -- | ----------------------------------------------- | ---------------- | ----- | --------- |
| 1. | 〈‘向你’ (너에게) 노래 - 자오밍 (알카이드 역)〉 | 왕뤄윈 탕청쥔Jun | 03:57 |           |

- 프로듀서 : 汤成君Jun, 河原嶺旭, 위커싱

| #  | 제목                                                                             | 작사·작곡                   | 재생 시간 |
| -- | -------------------------------------------------------------------------------- | --------------------------- | --------- |
| 1. | 〈‘Snow Prison’ (雪之牢笼/눈의 감옥) 노래/독백 - 도리우미 코스케 (카이로스 역)〉 | 소노다 겐타로 시라토 유스케 | 01:35     |

- 공개일 : 2021년 11월 10일

| #  | 제목                                 | 작사·작곡                 | 편곡  | 재생 시간 |
| -- | ------------------------------------ | ------------------------- | ----- | --------- |
| 1. | 〈‘다시 그리는 시간’ 노래 - 에일리〉 | 박정욱 (MOT) 김준일 (MOT) | 03:49 |           |

## 참여
- 음악 & BGM : 汤成君Jun - 작곡가
- 삽화 : SeoG, 꿀강아지(蜜犬)
- 디자이너 : 0mochi - 게임 내 인터페이스 디자인
- 집필 :  ??? - 각본가
  - 윤색 : 정경윤 (한국 서버 한정)